# Луар і Шер
Луа́р і Шер (фр. Loir-et-Cher) — департамент на заході Франції, один з департаментів регіону Центр — Долина Луари. Порядковий номер 41.
Адміністративний центр — Блуа.
Населення 315 тис. чоловік (69-е місце серед департаментів, дані 1999 р.).

## Географія
Площа території 6343 км². Через департамент протікають річки Луар і Шер. Департамент включає 3 округи, 30 кантонів і 291 комуну.

## Історія
Луар і Шер — один із перших 83 департаментів, утворених під час Великої французької революції в березні 1790 р. Виник на території колишніх провінцій Орлеане і Турень. Назва походить від річок Луар і Шер.